# Совчице

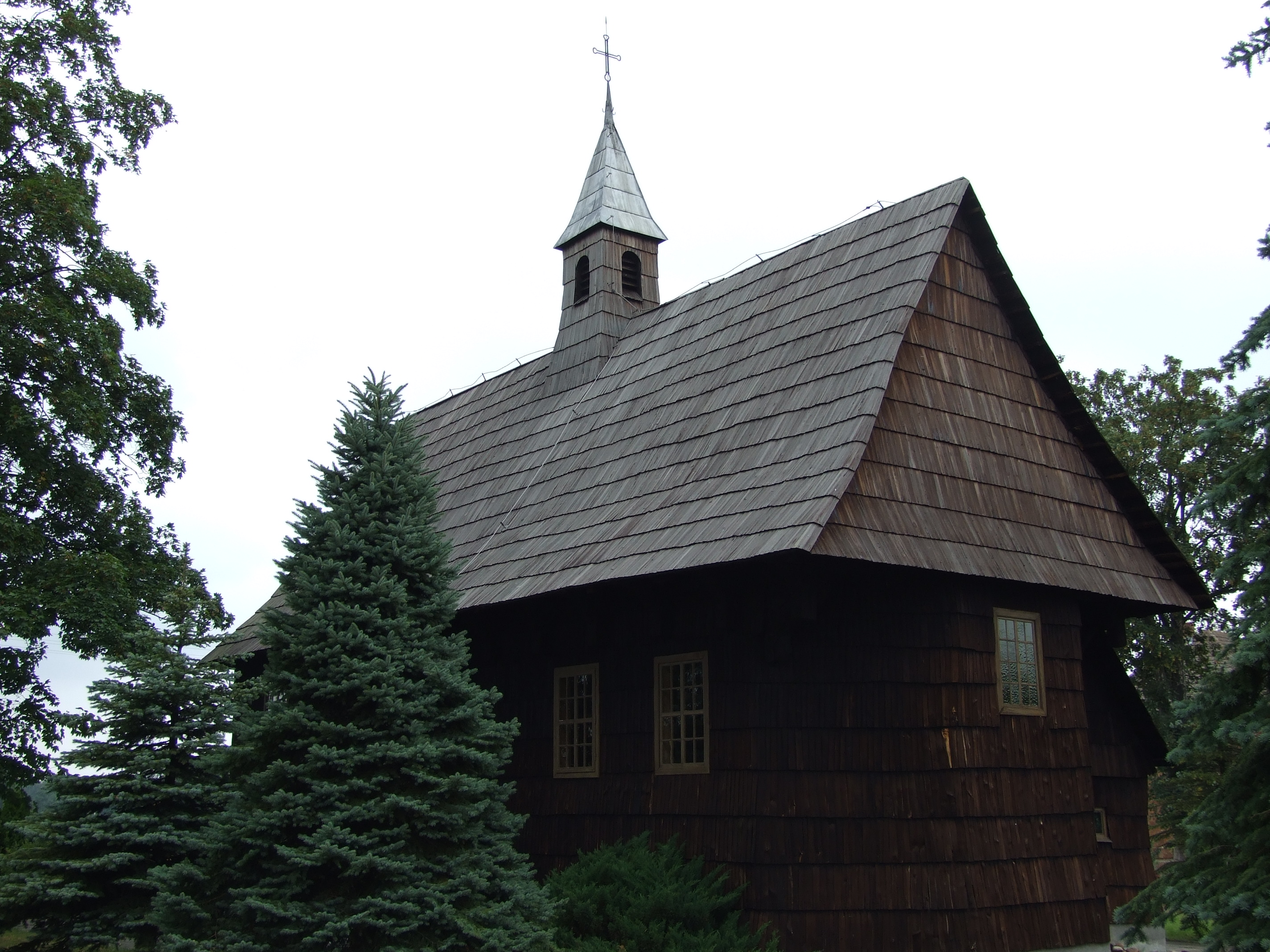
Церковь святого Антония Падуанского, Совчице, Польша

Совчи́це, до 1947 года — Schoffschütz (пол. Sowczyce) — село в Польше в гмине Олесно Олесненского повета Опольского воеводства.

## География
Село находится в 7 км от административного центра гмины города Олесно и в 43 км от административного центра воеводства города Ополе.

## История
До 1947 года село носило немецкое наименование «Шоффшутц». Во время Верхнесилезского плебисцита 1921 года в селе проживало 358 человек, имевших право голоса. В плебисците приняло участие 351 человек, из которых за присоединение к Польше проголосовало 233 человек (66,4 %) и за присоединение к Германии — 117 человек (33,3 %).
В 1925 году в селе проживало 929 человек, в 1933 году — 705 человек, в 1939 году — 687 человек.
15 марта 1947 года село было переименовано в Совчице.
В 1975—1998 годах село входило в Ченстоховское воеводство.

## Достопримечательности
- Церковь святого Антония Падуанского, датируемый 1586 годом — памятник культуры Опольского воеводства;
- Усадебный комплекс с парком — памятник культуры Опольского воеводства.

## Известные жители и уроженцы
- Юлиуш Бенек (1895—1978) — вспомогательный епископ катовицкой архиепархии.